# Chris Sawyer’s Locomotion
Locomotion ist eine Wirtschaftssimulation, die von Chris Sawyer entwickelt und im September 2004 von Atari veröffentlicht wurde. Ziel ist es, maximalen Gewinn zu erzielen, indem Fracht zwischen Städten und diversen Industrien mit verschiedenen Verkehrsmitteln transportiert wird. Hierfür stehen u. a. Eisenbahnen, Straßenfahrzeuge, Schiffe und Flugzeuge zur Verfügung.

## Spielprinzip
Locomotion greift die Spielidee des ebenfalls von Chris Sawyer entwickelten Transport Tycoon neu auf, ohne dessen offizieller Nachfolger zu sein. Locomotion fußt auf der technischen Basis des erfolgreichen RollerCoaster Tycoon und nutzt in erster Linie dessen gegenüber Transport Tycoon weitaus flexibleres Bausystem, das die Konstruktion von nahezu beliebig strukturierten, sich kreuzenden Tunneln und Brücken bis hin zu Hochbahnsystemen ermöglicht.

### Unterschiede zu „Transport Tycoon“
Locomotion vereinfacht das Spielprinzip von Transport Tycoon teilweise. Die Bedienung, zum Beispiel die Erstellung von Fahrplänen, wurde vereinfacht. Die Grafik präsentiert sich deutlich detaillierter, jedoch immer noch in der bewährten isometrischen Perspektive.
Wichtige Neuerungen sind u. a. der Bau von Straßenbahnen, elektrifizierten Bahnstrecken und Schmalspurbahnen. Brücken, Tunnel und Bahnhöfe lassen sich wesentlich freier gestalten. Für alle Verkehrswege steht eine weitaus größere Auswahl an Fahrzeugen zur Verfügung.
Anders als in Transport Tycoon ist es nicht mehr möglich, Anteile von konkurrierenden Unternehmen aufzukaufen. Die Möglichkeit, in Städte zu investieren, um einen besseren Ruf in dieser zu bekommen, ist ebenfalls entfallen. Die Möglichkeit, die Straßensysteme einer Stadt renovieren zu lassen, fiel damit auch weg. Sämtliche Manipulationsmöglichkeiten an der Konkurrenz wurden entfernt.

## Rezeption
Gamezone bemängelt die veraltete Technik und die gewöhnungsbedürftige Steuerung. Im Vergleich zum Klassiker können Schienen nicht mehr einfach per Drag and Drop gesetzt werden und komplexe Schienensysteme mit Spurwechseln und Signalen sind nicht so dynamisch wie im Vorgänger und führen eher zu Problemen. Einige Elemente aus dem Vorgänger Transport Tycoon werden vermisst wie auch ein Internetspiel. Positiv werden das gute Preis-Leistungs-Verhältnis und das fesselnde Spielprinzip hervorgehoben. PC Games rät trotz des niedrigeren Preises im Vergleich zu modernen Konkurrenzprodukten vom Kauf ab. Das Spiel ähnelt stärker RollerCoaster Tycoon, dessen selbsterklärende Bedienung, schnelle Erfolgserlebnisse, liebevolle Details, Szenario-Editor, aber auch veraltete Game Engine übernommen wurde. Die Optik sei hoffnungslos veraltet.